# PLAYER 1 (曲)
「PLAYER 1」（プレイヤー ワン）は、日本のポップ・ロック・バンドである緑黄色社会の楽曲。2025年2月19日に発売された5枚目のフルアルバム『Channel U』のリード曲で、同月16日に先行配信が開始された。作詞を長屋晴子と小林壱誓、作曲をpeppeと穴見真吾が手がけた本作は、「無敵／ゾーン状態」をテーマとした楽曲となっている。編曲は穴見と花井諒の共作。

## 制作
楽曲制作は“Mela!”と同じ全員のクレジットで作る曲を今回もやろうというところから始められ、長屋は背中を押すメッセージが明確にあるし、楽しく一緒に歌える要素がある。そういう曲をもう一回作るべきなんじゃないかっていう。とは言え、同じことはしたくないし、曲調としてもメッセージ性としても違うものを作ろうとと語っている。

### 作曲とアレンジ
作曲はpeppeと穴見の共作で、「曲のもとになる火種」はpeppeが用意した。peppeは「初めから全曲をリード曲にする」ということがほぼ決まっていたなかで、リード曲として強いフレーズを持ってかなきゃいけない、広げられるものを持っていかなきゃいけないっていうプレッシャーを抱えながら作っていたと振り返っている。ライブハウスツアー中に地方のスタジオで穴見を呼んで作曲作業が開始された。
穴見は昨今流行りのK-POPや、ヨーロッパのハウスっぽい感じ、そういうものから逃げたくない、ということが裏テーマであると明かしている。サビ前のセクションまでは、ほぼワンコードで作られている。また、穴見には2025年にリリースする代表曲になるのであれば、世界の楽曲と並べてもかっこいいと思われるものにしたいという想いがあったことから、穴見のこだわりを反映させるためにアレンジャーの花井諒を迎えてサウンド構築が行われた。ベースのパートにはシンセベースが使用されている。

### 作詞
作詞は長屋と小林の共作で、長屋は「自己肯定感」をテーマに書いた「キャラクター」がヒントになったとし、ちゃんと自分に自己肯定を植えつけたあとで、自信を持った状態で何かできるかっていう話を今回したいなっていうと説明している。また、スーパーマリオブラザーズでスターを取ったときのような（笑）、無敵状態を曲にしてみたいととも語っている。
歌詞について長屋は最強の状態そのものを唄うことを考えていたが、小林がそこに行くまでの過程で別にピンチでもいいよねと提案し、小林の案も取り入れられることとなった。このことについて小林は、自身が無敵状態になったことがないとしたうえで「みんな、それについていくことができるんだろうか？」と思って。だから、みんながついてくることができるような余白を描写として入れたほうがいいんじゃないかと。それで「どうしようもないほど土壇場」とか、そういったフレーズを提案しましたと説明している。

## プロモーション
2025年2月15日にミュージック・ビデオの公開が告知され、同日と16日にわたってティザー映像が公開された。2月17日にミュージック・ビデオを公開。監督は「花になって」や「馬鹿の一つ覚え」も手がけたMESSが監督を務め、現実の世界やゲームの世界を通して楽曲のテーマとなっている無敵／ゾーン状態を描いた作品となっている。
本作はTBS系『CDTVライブ!ライブ! 3時間SP』（2月17日放送）、日本テレビ系『DayDay.』（2月19日放送）、テレビ朝日系『ミュージックステーション 2時間SP』（2月21日放送）で披露された。その後、TBS系『CDTVライブ!ライブ!』（3月24日放送）でも披露された。

## 評価
ライターの沖さやこは、どこを切り取っても「強さ」と「ポジティブ」が漲っており、自由奔放を体現する長屋晴子（Vo/Gt）のボーカルも鮮烈だ。この歌詞に共鳴できるリスナーならばシンセの効いた華やかでポップなサウンドとキャッチーなソングライティングにいざなわれ、一気に高揚感に包まれるだろうと評した。
音楽ライターの森朋之は、アルバム『Channel U』の「充実ぶり」をダイレクトに示している楽曲とし、エッジーかつポップなギターリフ、力強い4つ打ちビート、ファンクネスをたたえたベースライン、煌びやかな鍵盤のフレーズなどが絡み合うバンドサウンドも魅力的だが、この曲の軸になっているのはやはり長屋の歌。〈絶体絶命ってチャンスなんじゃないの？〉という歌詞を躍動させるボーカリゼーションは、聴く者の心と身体をナチュラルに引き上げてくれそうだと評した。
音楽情報サイト『Mikiki』で『Channel U』のレビューを寄稿した長澤香奈は、本作をバンドの可能性は無限大なのだと教えてくれる曲とし、本作を聴いてさらなる進化を遂げるのだと胸が震えたと評した。

## クレジット
※出典
- 長屋晴子 – Vocal, Chorus
- 小林壱誓 – Guitars, Chorus
- peppe – Piano, Keyboards, Chorus
- 穴見真吾 – Bass, Chorus
- 花井諒 – Programming
- 村上宣之 – Recording & Mixing
- 阿部充泰 – Mastering

## チャート成績
| チャート (2025年)               | 最高位 |
| ------------------------------- | ------ |
| 日本 (Japan Hot 100)            | 85     |
| 日本 (オリコンデジタルシングル) | 21     |